# Karl Gelpcke (Bankier)
Karl Gelpcke (* 1863; † 1939) war ein deutscher Bankier aus der Familie Gelpcke in Berlin. Er war Leiter der Hypothekenbank in Hamburg.

## Leben
Gelpcke studierte Rechtswissenschaft an der Ruprecht-Karls-Universität Heidelberg und wurde zum Dr. jur. promoviert. Seit 1881 gehörte er der Burschenschaft Frankonia Heidelberg an. 1894 wurde er zum Richter am Amtsgericht Charlottenburg berufen. Er trat später in die Hypothekenbank in Hamburg und stieg zum Bankdirektor und Vorstandsmitglied auf. Von 1895 bis 1939 gehörte er als Vorstandsmitglied und Leiter diesem Unternehmen an.
Seit 1925 war er Mitglied des Ausschusses der Preußischen Staatsbank.
Er war überdies Vorsitzender der Zulassungsstelle der Berliner Wertpapierbörse. Seit 1929 war er stellvertretendes Mitglied im Zentralausschuss der Reichsbank.
Er war langjähriges Mitglied der IHK Berlin. 1924 wurde er dort als stellvertretender Präsident gewählt. Nachdem Franz von Mendelssohn der Jüngere 1931 krankheitsbedingt alle Ämter niedergelegt hatte, wurde Gelpcke sein Nachfolger als IHK-Präsident. Nach der Machtergreifung der Nationalsozialisten 1933 erfolgte die Gleichschaltung der IHK. Anfang Januar beantragte der jüdische Syndikus der IHK, Oscar Meyer seine Versetzung in den Ruhestand. Gelpcke lehnte dies ab und drohte selbst mit dem Rücktritt, wenn Meyer ausscheiden würde. Meyer selbst zeichnete in seiner Autobiografie ein positives Bild von Gelpcke, auch wenn er nicht die Persönlichkeit früherer Präsidenten gehabt habe. Zum 31. März 1933 musste Meyer dann doch gehen und Gelpcke arrangierte sich mit den neuen Machthabern. So blieb er Kammerpräsident, während seine beiden Stellvertreter durch Nationalsozialisten ersetzt wurde. Ebenfalls 1933 wurde die Industrie- und Handelskammer Brandenburg an der Havel aufgelöst und in die Berliner IHK eingegliedert. Gelpcke blieb Präsident der vergrößerten Kammer. 1935 schied Gelpcke auf eigenen Wunsch und aus gesundheitlichen Gründen (er war 71 Jahre alt) aus dem Vorsitz der IHK Berlin aus und Staatsrat Friedrich Reinhart wurde zu seinem Nachfolger ernannt. Er blieb aber Beiratsmitglied der IHK Berlin, Vorsitzender des Zulassungsausschusses der Berliner Börse und Mitglied im Kuratorium der Handelshochschule.
Gelpcke war Aufsichtsratsvorsitzender des Berliner Zoos.
Karl Gelpcke ist der Vater des gleichnamigen Bankmanagers (1894–1941).
Ein zeitgenössisches Porträt von Gelpcke befindet sich in der Sammlung des Stadthistorischen Museums in Berlin. Gemalt wurde es von Konrad Dielitz.
Die Zeitschrift ''Die Bank'' würdigte Gelpcke zu dessen 75. Geburtstag 1938.

## Weitere Mandate
- Mitglied des AR der Allianz u. Stuttgarter Lebensversicherungsbank AG